# Rhyacophila starki
Rhyacophila starki là một loài Trichoptera trong họ Rhyacophilidae. Chúng phân bố ở miền Tân bắc.